# Route forestière

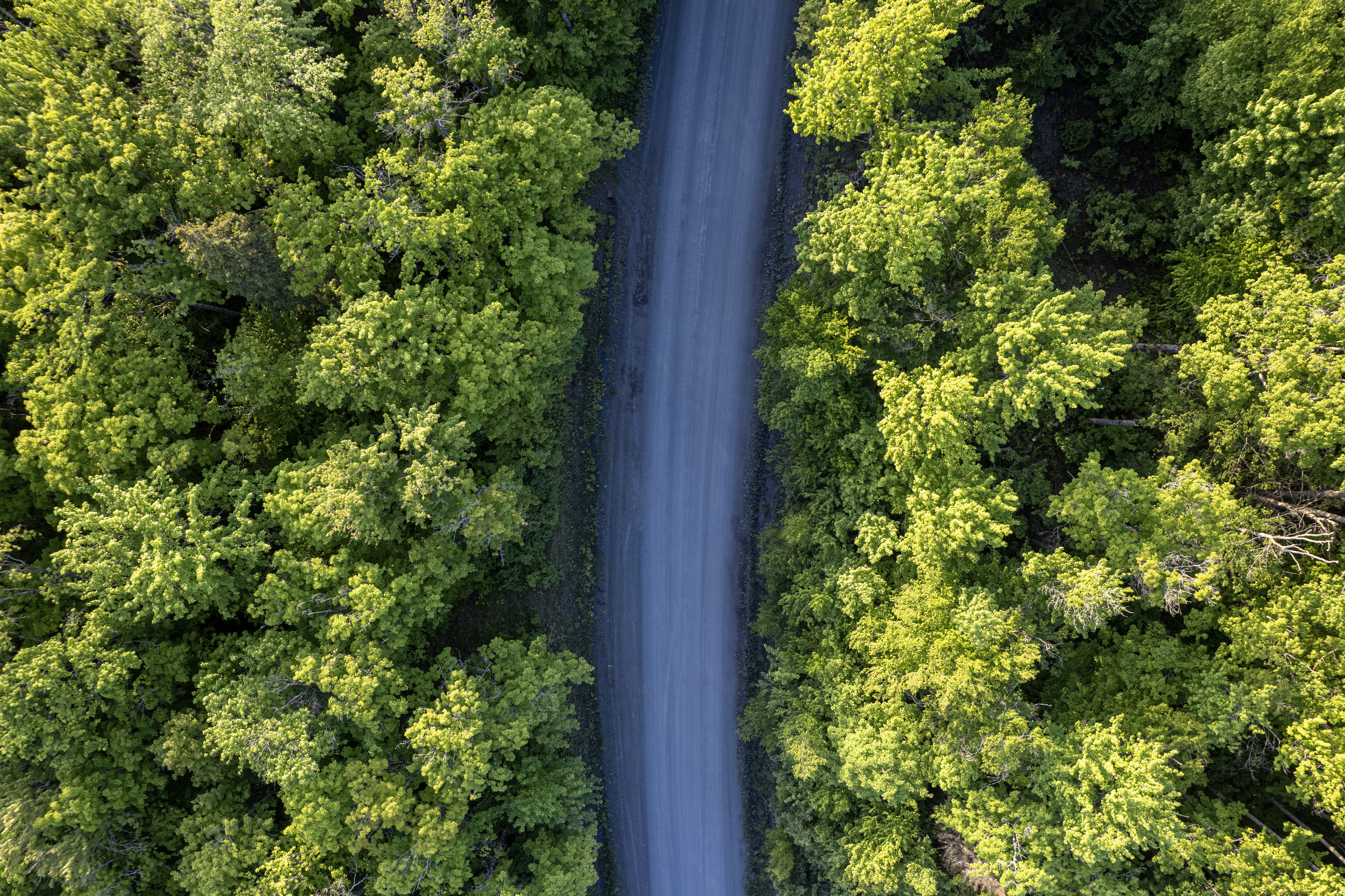
Vue aérienne d'une route traversant une forêt.

Une route forestière est une route permettant de circuler dans une forêt ou un espace naturel densément boisé. Elle peut être de statut public ou privé. Elles sont pour certaines fermées au public tout ou partie de l'année, ou parfois la nuit uniquement.

## Utilisation
Les routes forestières servent à traverser un massif boisé, mais surtout à y pénétrer de manière plus ou moins diffuse et à en sortir.  Elles sont notamment utilisées pour l'entrée des engins sylvicoles dans la forêt, et pour en sortir tout ou partie des bois débardés dans les massifs. Elles facilitent la sylviculture, mais aussi la chasse au grand gibier et d'autres usages du milieu (pêche, promenade, cueillette des champignons et d'autres produits forestiers autres que le bois). 

## Éléments de définition et de terminologie

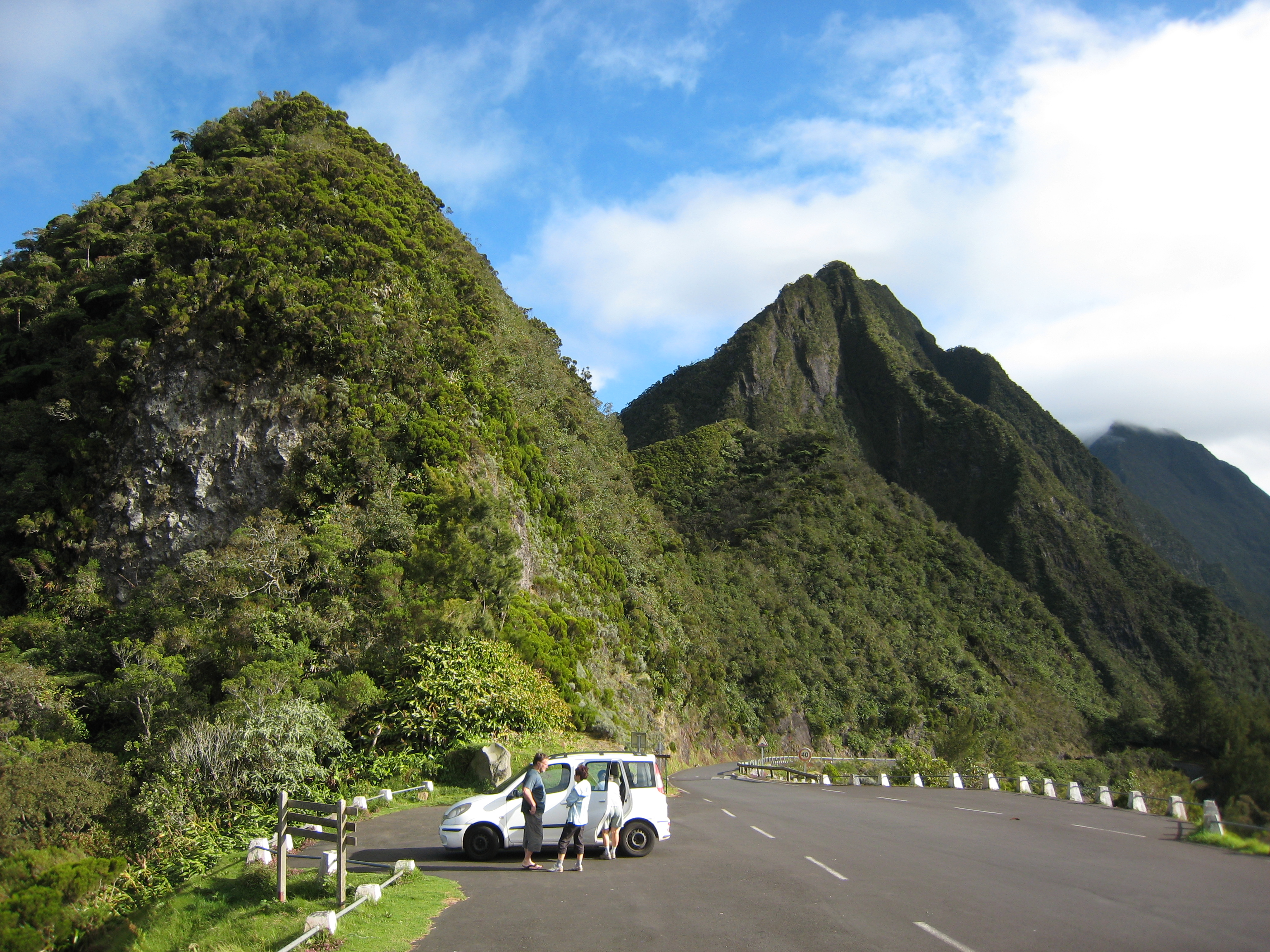
Col des Bœufs, sur la route forestière du Haut Mafate (Île de La Réunion).

Selon les pays (ou selon le type de voie) on parlera de route, de voie, de piste forestière (routes constituées de terre damée et/ou empierrée), de chemin forestier ou de layon forestier. 
Ainsi au Canada, la Loi sur les forêts définit le « chemin forestier multiusages »  comme « un chemin en milieu forestier, autre qu'un chemin minier, construit ou utilisé en vue de permettre l'accès au territoire forestier et à ses multiples ressources » alors que le « chemin forestier » strico sensu est un « chemin construit ou utilisé sur une terre du domaine de l'État en vue de réaliser des activités d'aménagement forestier en vertu de la présente Loi sur les forêts », cette distinction a une importante légale et administrative car les types d’autorisation  pour construire, améliorer ou fermer un chemin dans la forêt diffèrent dans les deux cas. Les détenteurs de permis d’intervention en milieu forestier doivent y être spécialement autorisés. Une autre sorte d’autorisation est nécessaire pour construire ou améliorer des chemins autres que « forestiers». Les municipalités doivent obtenir une autorisation du ministre pour l'entretien et à la réfection, sur leur territoire, de tout ou en partie d'un chemin forestier. Par ordre d'importance, le droit canadien distingue les chemins primaires, secondaires et tertiaires qui desservent eux-mêmes des chemins d'exploitation et éventuellement des chemins d'hiver ou chemins temporaires désormais renommés « chemins sans mise en forme », qui depuis 1981 afin de protéger le sol ne peuvent être utilisés que quand le sol est gelé au moins sur 35 cm.

## Typologies
Ces routes, pistes et chemins ou layons sont historiquement organisées selon trois grands types de structure : 
1. structure en schéma arborescent (en montagne notamment),
2. structure en quadrillage (plus fragmentant) ;
3. structure  « rayonnante » à partir d'une place centrale, comme c'est souvent le cas pour les anciennes forêts royales en France (car organisée pour être facilement chassées par la noblesse et facilement surveillées).

## Enjeux logistiques (et de sécurité routière)

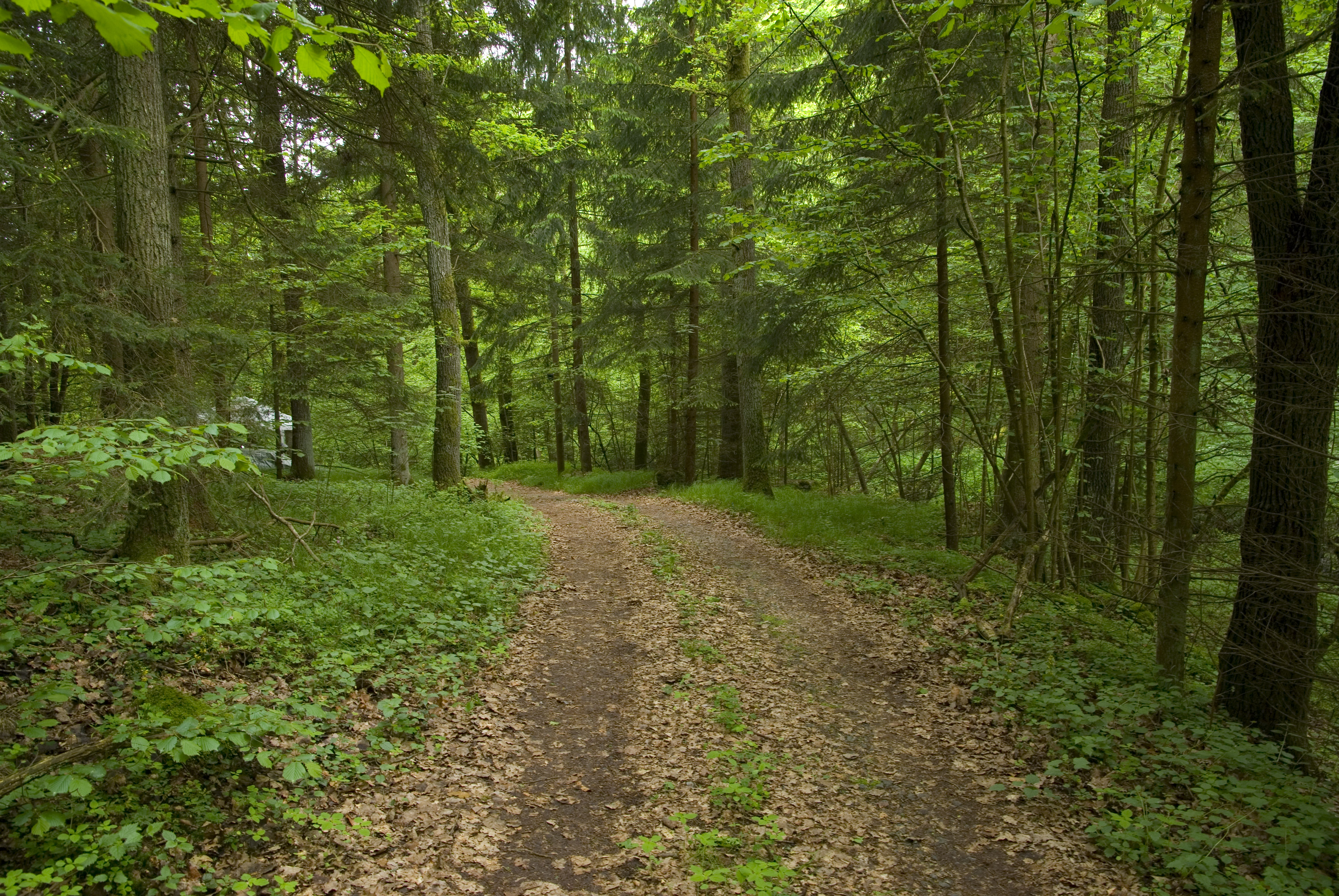
Voie de débardage dans une forêt bavaroise.

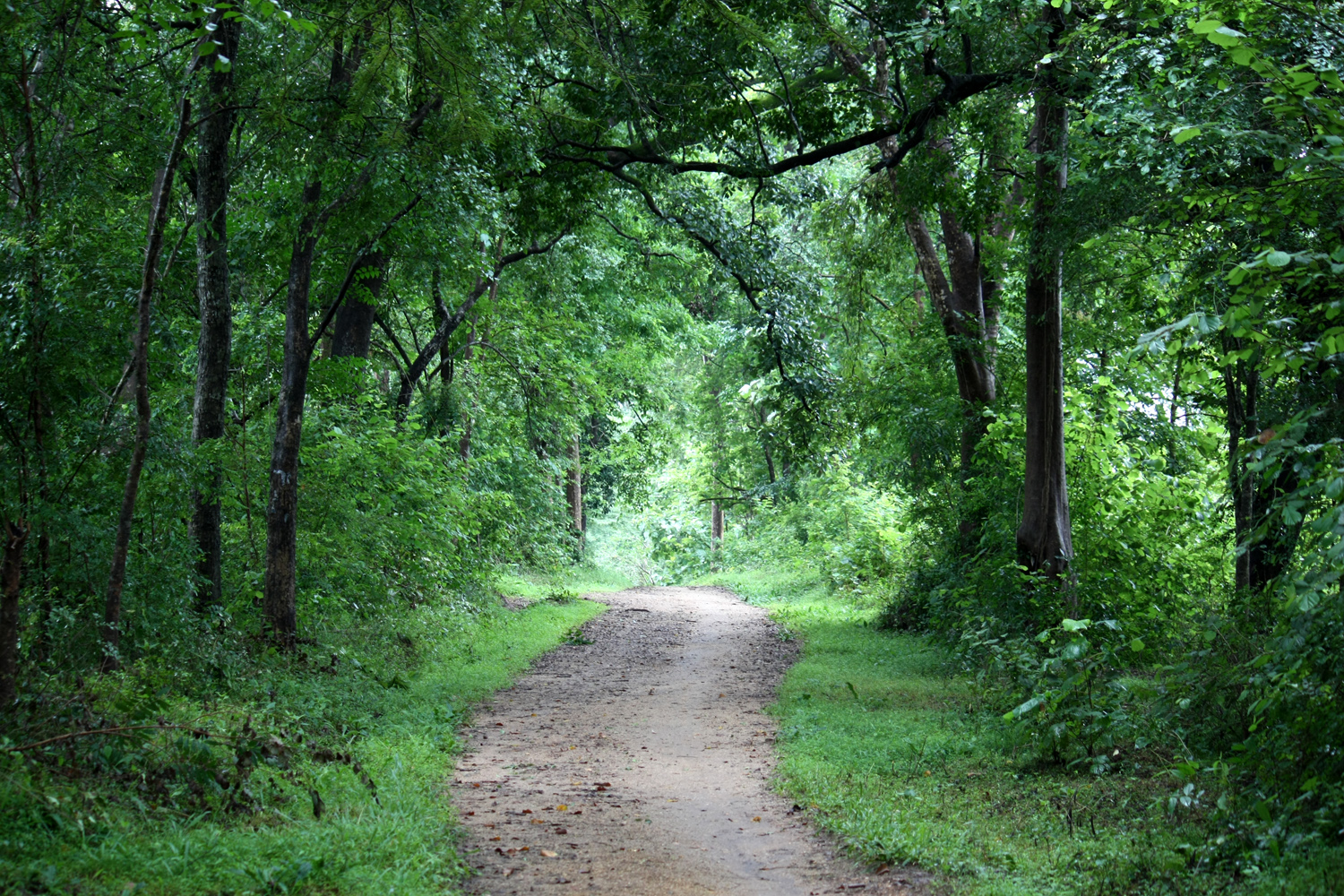
Piste forestière spontanément créée par les marcheurs dans une forêt du Sri Lanka.

La largeur des axes routiers et des pistes secondaires ou des layons, le degré de pentes, les angles de virages, le positionnement et la structure des ponts et des zones de chargement/déchargement sont de plus en plus organisées en « schémas de desserte forestière » selon des principes privilégiant une logistique industrielle d'approvisionnement optimisé en bois, la desserte forestière étant l'un levier de compétitivité pour la filière forêt-bois selon Alain Lefeuvre.
En France, depuis Colbert le réseau des dessertes forestières est considéré comme stratégique, et il n'a cessé d'être agrandi, consolidé et adapté à des camions et engins de plus en plus lourds. 
Pour faciliter l'extraction du bois les débardeurs s'appuyaient autrefois sur des bornages et marquages locaux ainsi que sur des cartes-papier précises (ex. : carte d'état-major en France) et des cartes de massifs. Ils disposent aujourd'hui de plus en plus d'atlas référençant les dessertes (et il existe en France un projet de nomenclature unique en lien avec des outils tels que CartoMOVAPRO (qui « évalue les surfaces et volumes réellement mobilisables » ; des outils adaptés au contexte montagnard (ex. : Viapir (« Cartographie dynamique de la desserte forestière pyrénéenne »

## Suivi et cartographie dynamique
Le suivi de l'état et de l'évolution du réseau des dessertes forestières est parfois difficile, par exemple en montagne, dans les territoires isolés ou sous une canopée dense. 
Ce suivi bénéficie maintenant de la démocratisation du GPS, de l'imagerie satellite et de l'imagerie aérienne et de technologies encore relativement émergentes telles que la  « Détection par LIDAR aéroporté à haute résolution spatiale » .

## Coûts
Ce sont les coûts de conception, préparation des chantiers, chantiers et entretient. Aux États-Unis, il y a 380 000 miles de routes forestières construites rien qu'en forêt nationale, soit un linéaire environ huit fois plus important que l'ensemble du système autoroutier fédéral interétatique. Le budget consacré à ces routes est en diminution, et il était question dans les années 1990 de le supprimer, ce qui permettrait « d'éliminer 100 millions de dollars en subventions de route » selon Michael Francis, directeur du programme forestier national pour la Wilderness Society.

## Impacts négatifs et effets pervers

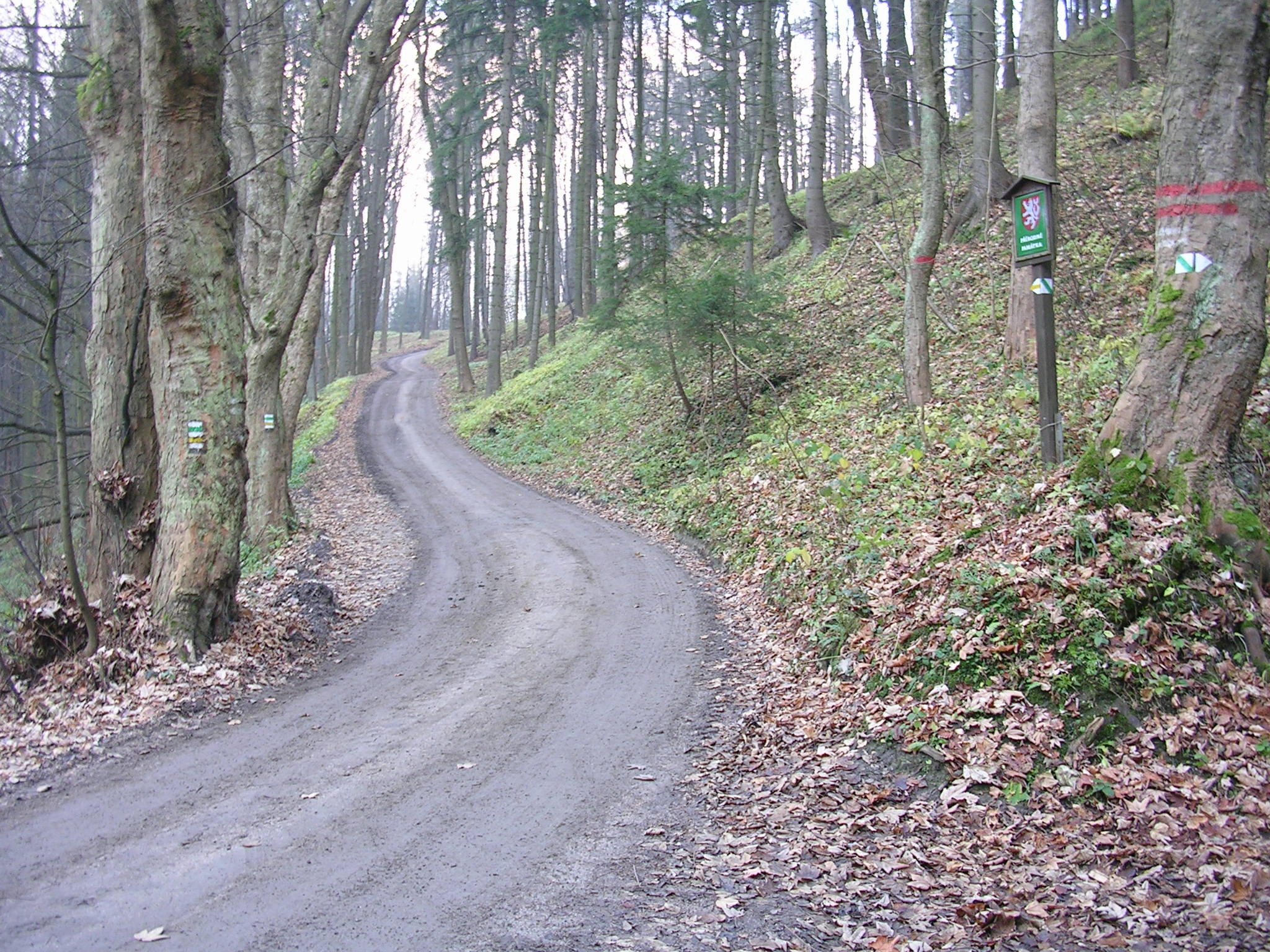
Route forestière en Bohème du Nord.

Les routes forestières sont l'un des facteurs de la fragmentation forestière, phénomène notamment mis à jour en France par Françoise Burel au début des années 1990 avec sa thèse sur l'influence de l'hétérogénéité du paysage sur la biodiversité qui a montré par des études de Capture-marquage-recapture qu'un coléoptère comme Abax ater (fréquent sur les lisières forestières et dans le bocage), bien que sachant parfaitement voler, « refuse » de traverser une route traversant son habitat, même si cette route est peu utilisée. Depuis un grand nombre d'études ont porté sur la fragmentation forestière dans le monde.
Leur impact dépend aussi de la densité et des horaires ou de la saisonnalité des flux de véhicules. l'usage de pesticides sur les accotement et leur mode de gestion (gestion différentiée ou non ), un drainage associé par les réseaux de fossés, un éclairage nocturne (Cf. pollution lumineuse), ou l'utilisation de ces voies comme axe de pénétration de "cœurs d'habitats" peuvent aggraver leurs impacts. En zone froide, le salage des routes ou un sablage avec des cendres ou mâchefers polluants peuvent encore aggraver les effets de la route. Il a récemment été montré que le bruit routier contribue à la fragmentation forestière et au recul de certaines espèces, y compris sur des pistes peu fréquentées en Amazonie (moins de 5 véhicules/jour).
Elles sont aussi parfois des voies touristiques et de déplacement de la population, notamment dans les îles volcaniques boisées (au relief marqué) avec par exemple pour l'île de la Réunion la route forestière du Volcan, route forestière de Bébour-Bélouve, route forestière du Haut Mafate, route forestière des Tamarins, route forestière du Maïdo. 
Elles peuvent être source d'effets pervers et notamment de dérangement pour la faune et d'augmentation de la pression de chasse et de pêche et d'exploitation d'autres ressources naturelles ; en particulier en forêt tropicale mais aussi dans la taïga où certaines des routes et pistes forestières facilitent grandement l'entrée dans les cœurs préservés de forêts, favorisant ainsi le braconnage, l'orpaillage et/ou la déforestation (légale et/ou illégale) et l'arrivée d'usurpateurs, souvent au détriment rapide des populations autochtones et de la faune sauvage. Ainsi en Amazonie brésilienne, 95 % de toute la destruction des forêts se produit à moins de 5 km d'une route. Et dans le bassin du Congo les signes de présence de braconniers augmentent quand on se rapproche des routes et l'Éléphant de forêt d'Afrique décline jusqu'à 40 km de routes principales. Selon William F. Laurance ces effets « sont parmi les pires des maux apparus dans la boîte de Pandore des impacts routiers ». Les travaux de Ware et al. ont montré que même les effets du bruit ont été très sous-estimés et ils « laissent penser que, même là où les effets des routes sont les mieux contrôlés, leurs impacts sur la faune peuvent être importants ; perspective alarmante dans un monde de plus en plus en proie aux bruits induits par l'homme. Par exemple, dans la réserve biologique de La Selva emblématique du Costa Rica il n'est aujourd'hui nulle part encore possible de ne pas entendre le vrombissement incessant d'une route proche. Beaucoup d'autres réserves naturelles souffrent du même problème, ce qui souligne l'urgence de limiter les nouvelles routes dans les aires protégées et d'élaborer des stratégies visant à limiter les nuisances sonores où il existe déjà des routes. Pour la faune et les humains aussi, des endroits tranquilles sur la Terre sont de plus en plus rares et précieux ».

## Évolutions, tendances
Depuis les années 1990, les impacts négatifs de ces routes sont mieux compris, et certains peuvent être atténués (par des écoducs notamment), mais le nombre de kilomètres de voies intra-forestières, créées par les entreprises exploitant la forêt, ou subventionnées ou entièrement financées par les collectivités, ont beaucoup augmenté dans le même temps. Leurs calculs de rentabilité n'internalisent généralement pas les coûts environnementaux, et sont plutôt justifiés par la possibilité de couper et extraire plus de bois en forêt.